# Robert Pollak (Geiger)
Robert Pollak (* 18. Januar 1880 in Wien; † 7. September 1962 in Brunnen/Kanton Schwyz) war ein österreichischer Geiger, Musikpädagoge und Dirigent.

## Leben
Pollaks Eltern waren Cölestine (geborene Pereles, * 1849/50, † 1921 in Wien) und Julius (* 1848, † 1881 in Wien; Beruf: Kaufmann) Pollak; seine Schwester Irene Seidner (* 1880 in Wien, † 1959 in Los Angeles) wurde Schauspielerin. 
Pollak studierte bei Johann Ritter am Conservatorium der Gesellschaft der Musikfreunde in Wien, danach von 1901 bis 1903 bei Hans Sitt am Konservatorium Leipzig und schließlich von 1903 bis 1905 bei Henri Marteau am Conservatoire de musique de Genève. Dort unterrichtete er von 1905 bis 1914, außerdem gab er ab 1912 Violin-Meisterklassen am Conservatoire de Lausanne. Bei Ausbruch des Ersten Weltkrieges hielt er sich in Russland auf und wurde als russischer Zivilgefangener in Astrachan und Saratow interniert, erhielt aber nach der Oktoberrevolution von 1917 bis 1919 eine Professorenstelle am Moskauer Konservatorium. Ab 1919 leitete Pollak bis 1926 als Nachfolger von František Ondříček die Meisterklasse am Neuen Wiener Konservatorium. 1924 wurde er Primarius des Wiener Buxbaum-Quartetts (mit Friedrich Buxbaum, Ernst Morawec und Max Starkmann). Von 1926 bis 1930 unterrichtete Pollak am Konservatorium von San Francisco und war Erster Geiger des California String Quartet (mit William Walski, Roman Verne und Michel Penja). Von 1930 bis 1936 leitete er die Violin-Meisterklasse an der Kaiserlichen Musikakademie in Tokio und dirigierte einige Male das dortige Neue Sinfonieorchester. 1937 übersiedelte Pollak nach Hollywood und war von 1937 bis 1940 Lehrer am Chapman College in Los Angeles und lehrte schließlich ab 1940 am Los Angeles Conservatory of Music. 1943 wurde er amerikanischer Staatsbürger.
Als Violinsolist unternahm Pollak Konzertreisen durch Europa, Asien und Nordamerika. 
Seine bekanntesten Schüler waren Bronisław Gimpel, Nikolai Beresowski und Isaac Stern.

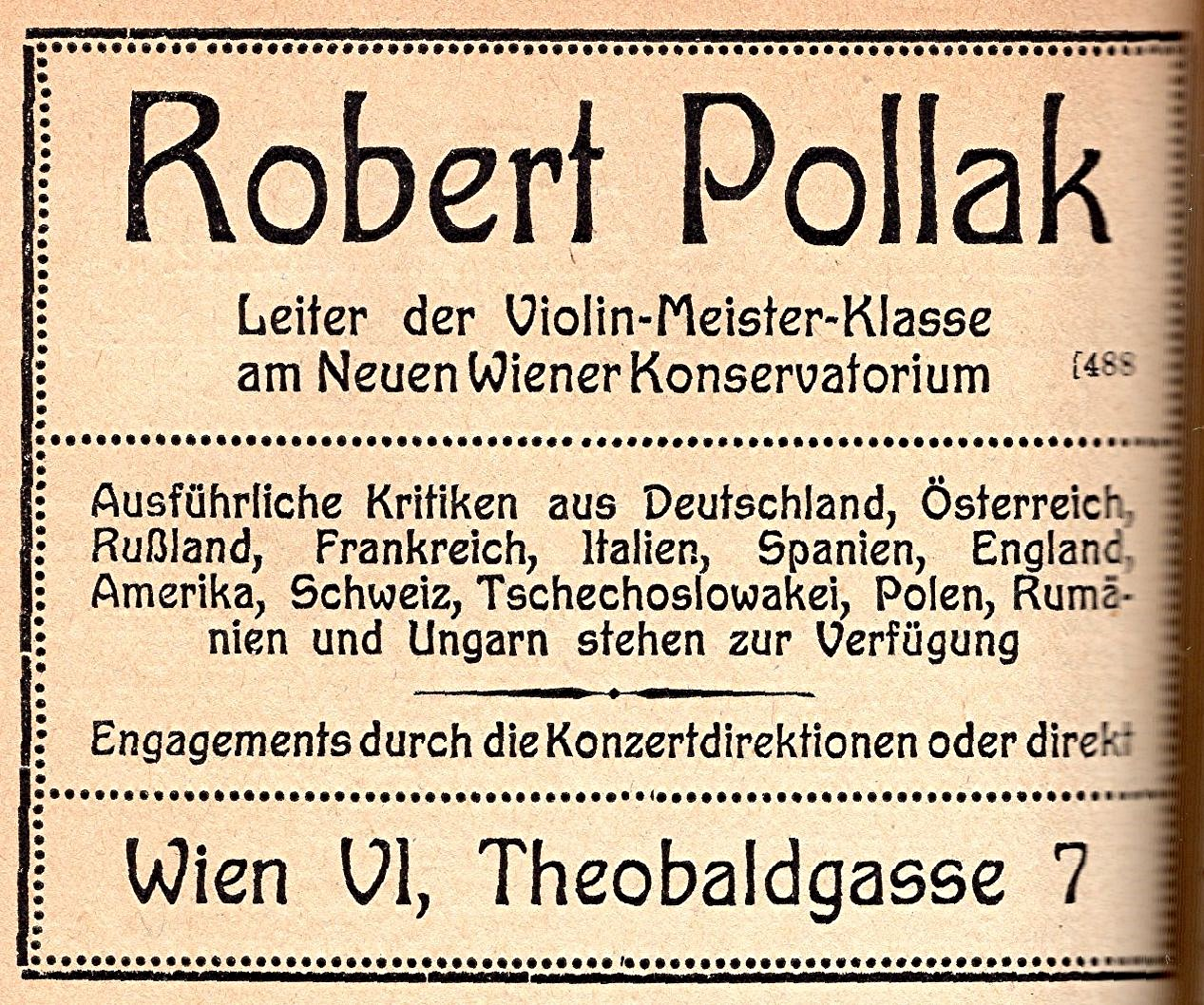
Werbeanzeige im 'Musiker-Kalender Hesse-Stern' von 1924

## Werke
- Die Tempelhüter. 3 Einakter, Uraufführung Wien (Manuskript)
- Alt-Wiener Weisen: 1. Gute, alte Zeit; 2. Neuer Wein. 2 Originalbearbeitungen für Violine und Klavier. Phönix-Verlag, Wien 1928

- In allen Lagen. Autobiografie, 1956 (unveröffentlicht).

## Schallplatten
Für das Label Homocord nahm Pollak in den 1920er Jahren in Berlin etwa 15 kürzere Werke auf. 
In London spielte er 1924 einige Stücke aus Die tote Stadt und Viel Lärmen um nichts ein, wobei ihn der Komponist Erich Wolfgang Korngold am Klavier begleitete.